# Okada Keisuke
Okada Keisuke (岡田 啓介?; Fukui, 20 gennaio 1868 – Tokyo, 17 ottobre 1952) è stato un politico giapponese, Primo ministro del Giappone dal 1934 al 1936.
Ammiraglio della Marina imperiale giapponese, durante il suo periodo di governo avvenne l'Incidente del 26 febbraio 1936 ed egli rischiò seriamente di essere ucciso durante l'irruzione dei militari ribelli dell'Esercito imperiale giapponese, riuscendo a salvarsi grazie all'aiuto del cognato, colonnello Denzō Matsuo che invece venne assassinato e scambiato per errore con il Primo ministro. A causa delle polemiche suscitate dalla pericolosa ribellione e dal suo comportamento passivo, dovette dimettersi pochi giorni dopo la conclusione del tentativo di colpo di Stato.

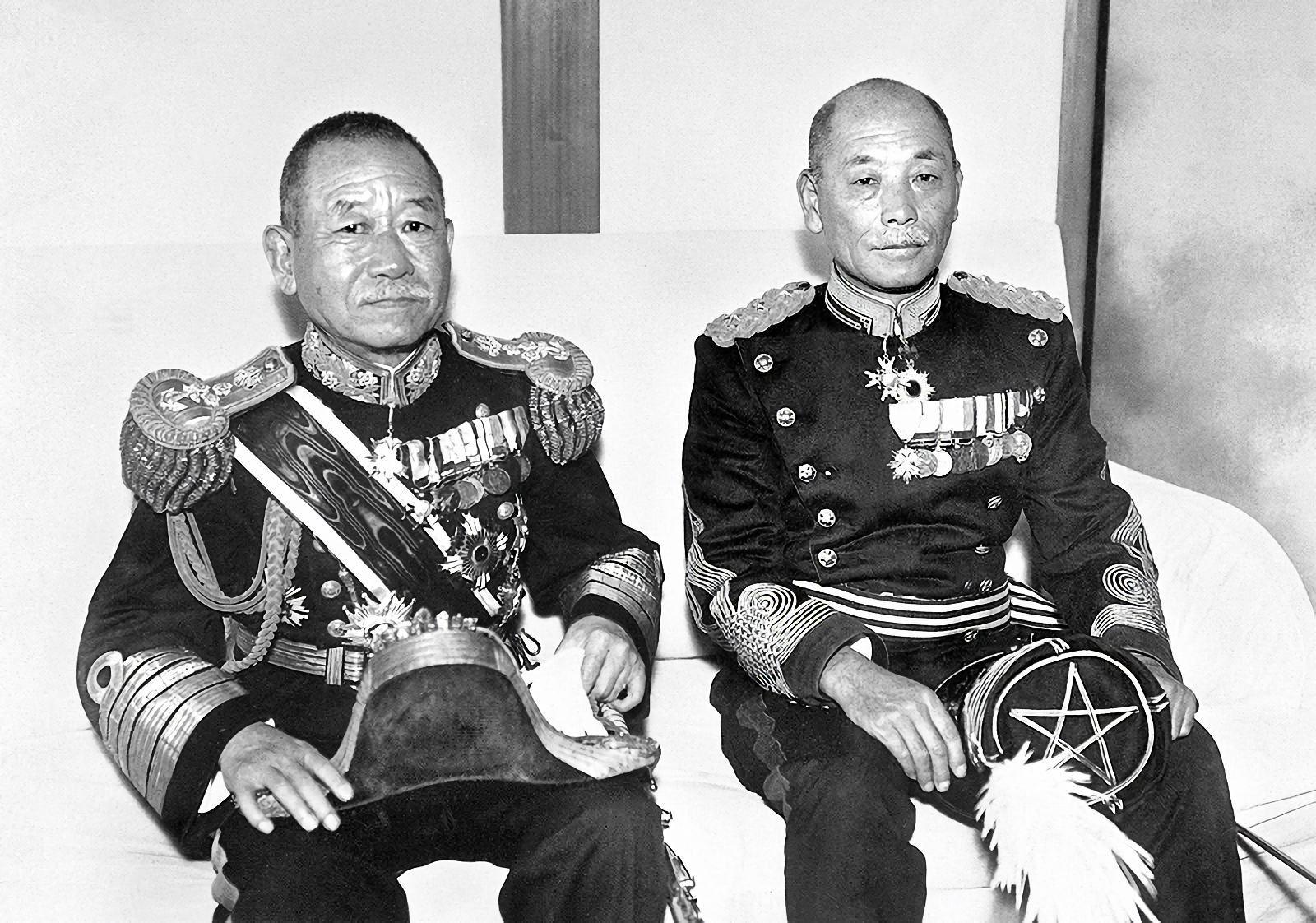
Okada (a sinistra) e Denzō Matsuo